# Edgar Bryan
Edgar Bryan (* 1970 in Birmingham, USA) ist ein US-amerikanischer Künstler. Er arbeitet vor allem in den Medien Malerei und Druckgraphik. Er lebt und arbeitet in Los Angeles.

## Leben
Edgar Bryan erhielt 1998 einen BFA am Art Institute of Chicago, sowie 2001 einen MFA an der UCLA, Los Angeles. Vor Beginn seiner klassischen Malausbildung diente Edgar Bryan über fünf Jahre als Illustrator bei der US Air Force.

## Werk
Edgar Bryans dokumentarisch naturalistischen Stil aus den Jahren bei der US Air Force, die er zum Teil in Deutschland mit der Illustration des Mauerfalls verbringt, entwächst er in Richtung eines gemäßigten Realismus. Seine Gemälde sind vielschichtig lesbar und überlagern ironischen Witz und Ernsthaftigkeit, woraus sich ein breites Interpretationsspektrum ergeben kann. Inhaltlich bestimmen zumeist zwei klassische Genres die Gemälde Edgar Bryans: das Selbstbildnis und das Stillleben. In Form des allegorischen Selbstbildnisses setzt sich Edgar Bryan mit seinem Dasein als Maler auseinander. Die Problematiken seines Berufsstandes mit Ironie und Witz thematisierend, zeigt er sich selbst in seinen Bildern oft mit angestrengtem Blick vor einer Leinwand oder illustriert seine Person in The Unknown Country (2004) mit naiv erstauntem Ausdruck im herbstlichen Laubwald, dessen bunte herabtanzende Blätter das künstlerische Spiel mit Farben und Formen symbolisieren. Besonders auffallend ist der karikaturhaft dargestellte Blick des Malers. In seinen früheren Arbeiten lässt dieser an mimische Studien der Neuen Sachlichkeit der 1920er Jahre erinnern und verleiht den Arbeiten ironische Züge.
Edgar Bryans Gemälde sind bestimmt von einer verhaltenen Melancholie, die zudem durch die Farbgebung unterstrichen wird, und die Figuren wirken seltsam verlassen mit sich selbst sowie in den Situationen, in denen sie sich befinden.

## Ausstellungen
Edgar Bryans Arbeiten waren in Ausstellungen des Museum of Contemporary Art, Los Angeles, des Contemporary Art Center of Virginia, des CCA Wattis Institute, San Francisco, des ICA, London, des Hammer Museum, Los Angeles inkludiert sowie in Galerieausstellungen weltweit.

## Werke in öffentlichen Sammlungen
Edgar Bryan sind in verschiedenen international renommierten Sammlungen vertreten wie des Astrup Fearnley Museum of Modern Art, Oslo, des Museums der Moderne Salzburg und dem Museum of Contemporary Art, Los Angeles.